# Dapiprazole
Dapiprazole (Rev-Eyes) là một thuốc chẹn alpha, được sử dụng để điều trị giãn đồng tử sau khi khám mắt.